# Сабатела (Салерно)
Сабатела је насеље у Италији у округу Салерно, региону Кампанија.
Према процени из 2011. у насељу је живело 374 становника. Насеље се налази на надморској висини од 21 м.